# Динцзюньшань
Динцзюньшань (кит. 定军山, пиньинь Dìngjūn Shān) — гора в Ханьчжуне, Китай. Находится неподалеку от горы Тяньдан и реки Ханьшуй.
Гора известна из-за битвы, произошедшей здесь в Эпоху Троецарствия, когда Хуан Чжун из Шу убил Сяхоу Юаня. Согласно Сань-го чжи, Чжугэ Лян, полководец и государственный деятель Шу, завещал похоронить себя на этой горе.
Расположена в 1 км к югу от одноимённого посёлка.